# Marco Neppe
Marco Neppe (* 14. Juni 1986 in Offenbach am Main) ist ein ehemaliger deutscher Fußballspieler, der zuletzt für Alemannia Aachen spielte und von 2014 bis 2024 Fußballfunktionär des FC Bayern München war.

## Karriere als Spieler
Neppe spielte bis 2007 bei Eintracht Frankfurt, wo er seine ersten Einsätze in der Reservemannschaft des Vereins hatte. Von 2007 bis 2010 spielte er beim Wuppertaler SV. Hier hatte er bisher die meisten Einsätze für einen Verein. Anschließend stand er ein Jahr beim SV Wehen Wiesbaden unter Vertrag. 2011 wechselte er zum Zweitligaabsteiger VfL Osnabrück, mit dem er in der Drittligasaison 2011/12 jedoch den Wiederaufstieg verfehlte. Im September 2012 kehrte Marco Neppe zum Wuppertaler SV zurück. Zum 1. Juli 2013 wechselte Neppe zu Alemannia Aachen.

## Als Funktionär nach der Spielerkarriere
Zum 1. Juli 2014 beendete er seine aktive Fußballkarriere und wurde Assistent des Technischen Direktors Michael Reschke beim FC Bayern München. Nach Reschkes Wechsel zum VfB Stuttgart wurde Neppe zu Beginn der Saison 2017/18 beim FC Bayern München zum Leiter der Scoutingabteilung befördert. Im Zuge von Umstrukturierungen hat der FC Bayern München Marco Neppe im Dezember 2021 zum Technischen Direktor ernannt. Im April 2024 beendeten der FC Bayern München und Neppe die Zusammenarbeit in gegenseitigem Einvernehmen.
Von August 2024 bis März 2025 fungierte Marco Neppe als Strategical Consultant für den kanadischen MLS-Club Toronto FC.